# Mahmoud Hassan
Mahmoud Hassan (Arabisch: محمود حسن}) (Kafr el Sheikh, 1 oktober 1994) - alias Trézéguet - is een Egyptisch voetballer die doorgaans als aanvaller speelt. Hij verruilde Aston Villa in 2022 voor Trabzonspor. Trézéguet debuteerde in 2014 in het Egyptisch voetbalelftal.

## Clubcarrière

### Al-Ahly
Trézéguet doorliep de jeugdopleiding van Al-Ahly. In het seizoen 2012/13, dat in juli 2013 gestaakt zou worden omwille van de protesten en staatsgreep in Egypte, maakte hij onder trainer Hossam El-Badry zijn competitiedebuut. Dit nadat hij een jaar eerder in het eerste team debuteerde tijdens een wedstrijd in de CAF Champions League, een toernooi dat in zowel 2012 als 2013 werd gewonnen door Al-Ahly. Trézéguet kwam in beide finales niet in actie, maar speelde wel in de daaropvolgende wereldkampioenschappen voor clubs, waarvoor de club zich door de eindwinst in de Champions League had gekwalificeerd. In februari 2013 veroverde Al-Ahly ook de CAF Super Cup door met 2–1 te winnen van het Congolese AC Léopards. De toen achttienjarige Trézéguet mocht in dat duel na 80 minuten invallen voor Hamdy Al-Sayed. Hij won in 2014 zowel de landstitel als supercup in eigen land. Nadien groeide hij onder de Spaanse trainer Juan Carlos Garrido uit tot een vaste waarde in het eerste elftal en werd hij ook voor het eerst geselecteerd voor de nationale ploeg.

### RSC Anderlecht
Al-Ahly verhuurde Trezeguet in augustus 2015 voor een jaar aan RSC Anderlecht, dat daarbij een optie tot koop bedong. In maart 2016 werd hij definitief overgenomen van Al-Ahly. Anderlecht betaalde 2,2 miljoen euro voor zijn transfer. In de zomer van 2016 leende Anderlecht Trézéguet uit aan Moeskroen, waarna hij in de zomer van 2017 werd uitgeleend aan Kasımpaşa SK.

## Clubstatistieken
| Seizoen | Club         | Competitie     | Competitie | Competitie | Beker | Beker | Continentaal | Continentaal | Totaal | Totaal |
| Seizoen | Club         | Competitie     | Wed.       | Dlp.       | Wed.  | Dlp.  | Wed.         | Dlp.         | Wed.   | Dlp.   |
| ------- | ------------ | -------------- | ---------- | ---------- | ----- | ----- | ------------ | ------------ | ------ | ------ |
| 2011/12 | Al-Ahly      | Premier League | 0          | 0          | 0     | 0     | 4            | 0            | 4      | 0      |
| 2012/13 | Al-Ahly      | Premier League | 7          | 0          | 0     | 0     | 3            | 0            | 10     | 0      |
| 2013/14 | Al-Ahly      | Premier League | 20         | 2          | 3     | 0     | 18           | 1            | 41     | 3      |
| 2014/15 | Al-Ahly      | Premier League | 31         | 5          | 0     | 0     | 9            | 0            | 40     | 5      |
| 2015/16 | → Anderlecht | Eerste klasse  | 7          | 0          | 0     | 0     | 1            | 0            | 8      | 0      |
| 2016/17 | Anderlecht   | Eerste klasse  | 0          | 0          | 0     | 0     | 2            | 0            | 2      | 0      |
| 2016/17 | → Moeskroen  | Eerste klasse  | 26         | 6          | 2     | 1     | —            | —            | 28     | 7      |
| 2017/18 | → Kasımpaşa  | Süper Lig      | 31         | 13         | 2     | 3     | 0            | 0            | 33     | 16     |
| 2018/19 | Kasımpaşa    | Süper Lig      | 34         | 9          | 4     | 0     | 0            | 0            | 38     | 9      |
| 2019/20 | Aston Villa  | Premier League | 34         | 6          | 7     | 1     | 0            | 0            | 41     | 7      |
| 2020/21 | Aston Villa  | Premier League | 21         | 2          | 1     | 0     | 0            | 0            | 22     | 2      |
| 2021/22 | Aston Villa  | Premier League | 1          | 0          | 0     | 0     | 0            | 0            | 1      | 0      |
| 2021/22 | → Başakşehir | Süper Lig      | 2          | 2          | 0     | 0     | 0            | 0            | 2      | 2      |
| 2022/23 | Trabzonspor  | Süper Lig      | 28         | 11         | 3     | 0     | 10           | 2            | 41     | 13     |
| 2023/24 | Trabzonspor  | Süper Lig      | 25         | 10         | 3     | 1     | —            | —            | 28     | 11     |
| 2024/25 | Trabzonspor  | Süper Lig      | 1          | 0          | 0     | 0     | 6            | 1            | 7      | 1      |
| 2024/25 | → Al-Rayyan  | Stars League   | 10         | 3          | 0     | 0     | 6            | 0            | 16     | 3      |
| TOTAAL  | TOTAAL       | TOTAAL         | 278        | 69         | 25    | 6     | 59           | 4            | 362    | 79     |

Bijgewerkt tot en met 27 januari 2025.

## Interlandcarrière
Trézéguet nam als jeugdinternational in 2013 deel aan het wereldkampioenschap voetbal onder 20. De middenvelder kwam drie keer in actie op het toernooi en maakte het openingsdoelpunt in de groepswedstrijd tegen Engeland (2–0). Egypte werd derde in de groep en wist zich niet te plaatsen voor de volgende ronde.
Trézéguet debuteerde op 30 augustus 2014 in het Egyptisch voetbalelftal. Een jaar later maakte hij in een oefeninterland tegen Equatoriaal-Guinea zijn eerste interlanddoelpunt. Trézéguet bereikte met Egypte de finale van het Afrikaans kampioenschap 2017. Hij maakte ook deel uit van de Egyptische ploeg op het WK 2018 en het Afrikaans kampioenschap 2019.

## Erelijst
| Club                        |    |            |
| Egyptisch kampioen          | 1x | 2014       |
| Egyptische Supercup         | 1x | 2014       |
| CAF Champions League        | 1x | 2012, 2013 |
| CAF Super Cup               | 2x | 2013, 2014 |
| CAF Confederation Cup       | 1x | 2014       |
| Nationale ploeg             |    |            |
| Afrikaans kampioenschap –20 | 1x | 2013       |